# Alloplasta nigripes
Alloplasta nigripes är en stekelart som först beskrevs av Meyer 1930.  Alloplasta nigripes ingår i släktet Alloplasta och familjen brokparasitsteklar. Inga underarter finns listade i Catalogue of Life.